# Orhan Pamuk
Ferit Orhan Pamuk (* 7. června 1952 Istanbul) je turecký spisovatel, nositel Nobelovy ceny za literaturu za rok 2006. Jeho dílo bývá řazeno k postmodernismu.

## Život
Narodil se 7. června 1952 v Istanbulu. Jeho dědeček byl inženýrem a obchodníkem a vydělal jmění stavbou železnic a továren. Jeho otec ale následně všeho pozbyl. Vzdělával se od roku 1970 na soukromé škole v Istanbulu, tři roky studoval architekturu, pak ale studium přerušil a zapsal se na žurnalistiku. Rozhodl se, že se stane spisovatelem. Ve 22 letech napsal svůj první román Pan Cevdet a jeho synové. Tento román vyhrál literární cenu za románovou prvotinu, navzdory tomu však trvalo čtyři roky, než se Orhan Pamuk dočkal jeho vydání.
V roce 1982 se oženil s Aylin Türegün, dívkou ze sousedství. Roku 1991 se jim narodila dcera, kterou pojmenovali Rüya po hrdince Černé knihy. V roce 2001 se rozvedli, zůstali ale dobrými přáteli.
Dlouho žil s matkou a věnoval se výhradně psaní. Mezi lety 1985 a 1988 pobýval v New Yorku, kde jeho druhá žena studovala a získala doktorát na Kolumbijské univerzitě. Roku 2006, měsíc před obdržením Nobelovy ceny, začal Orhan Pamuk vyučovat na Kolumbijské univerzitě literaturu.
V roce 2014 získalo Muzeum nevinnosti, které Pamuk vybudoval v Istanbulu podle stejnojmenného románu, prestižní ocenění EMYA (European Museum of the Year Award) za rok 2014.

## Ocenění

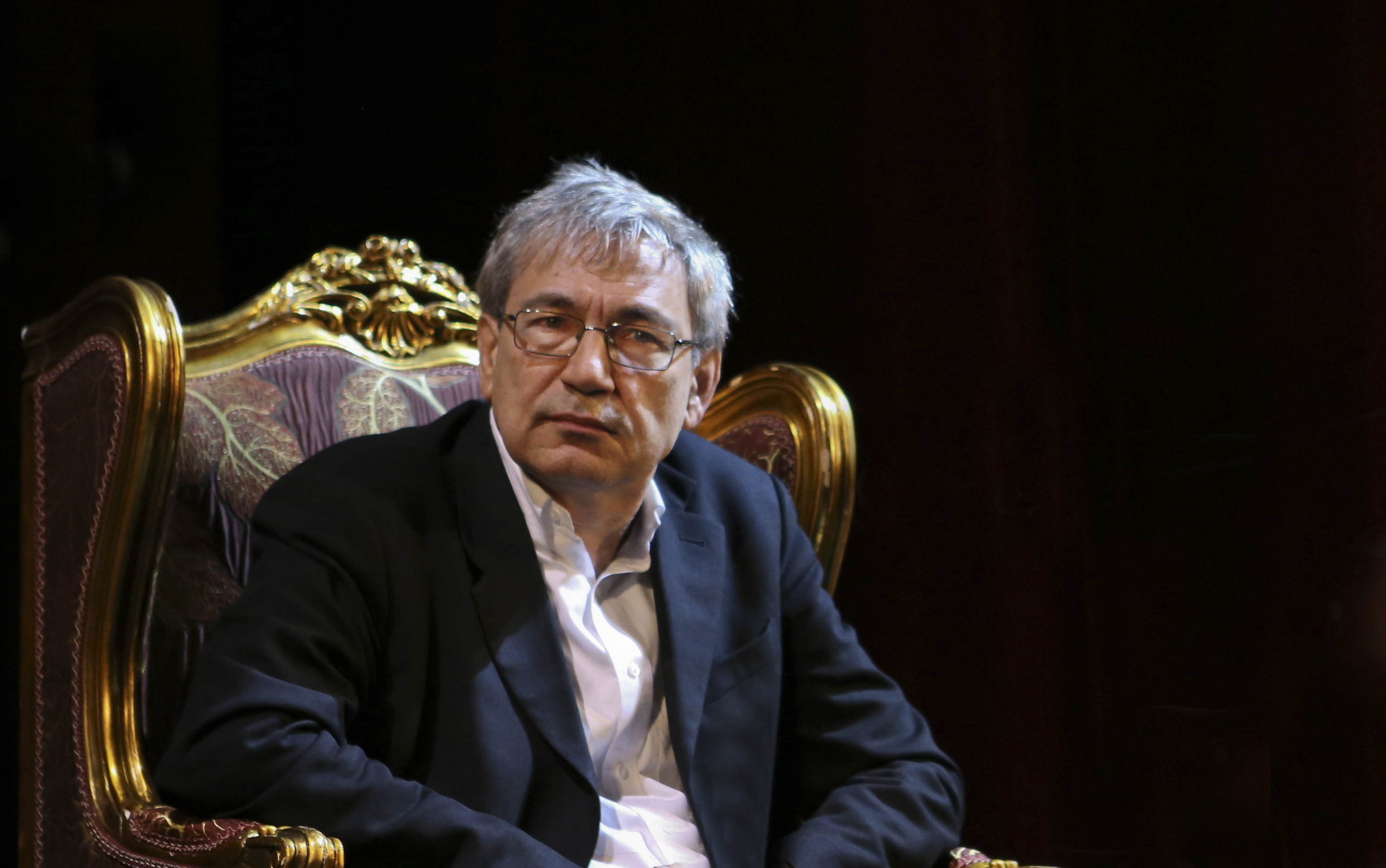
Orhan Pamuk v gruzínském Tbilisi (2014)

- 1979 cena deníku Milliyet (Turecko) za román Karanlık ve Işık (Tma a světlo)
- 1983 cena Orhana Kemala (Turecko) za román Pan Cevdet a jeho synové
- 1984 cena Madarali (Turecko) za román Sessiz Ev (Tichý dům)
- 1990 Independent Foreign Fiction Prize (UK) za román Bílá pevnost
- 1991 Prix de la Découverte Européenne (Francie) za francouzské vydání románu Tichý dům: La Maison de Silence
- 1991 Zlatý pomeranč na Antalyjském filmovém festivalu (Turecko) za nejlepší původní scénář k filmu Tajná tvář
- 1995 Prix France Culture (Francie) za román Kara Kitap: Le Livre Noir
- 2002 Prix du Meilleur Livre Etranger (Francie) za román Jmenuji se Červená
- 2002 Premio Grinzane Cavour (Itálie) za román Jmenuji se Červená
- 2003 International IMPAC Dublin Literary Award (Irsko) za román Jmenuji se Červená
- 2005 Friedenspreis der deutschen Buchhändler(Německo) za román Jmenuji se Červená
- 2005 Prix Médicis Etranger (Francie) za román Sníh
- 2005 Ricarda-Huch Prize
- 2006 Nobelova cena za literaturu (Švédsko)
- 2006 Washington University's Distinguished Humanist Award (USA)
- 2006 Puterbaugh Award (USA)
- 2008 Ovid Award (Rumunsko)
- 2007 Free University of Berlin, Department of Philosophy and Humanities
- 2007 Tilburg University
- 2007 Boğaziçi University, Department of Turkish Language and Literature
- 2007 Georgetown University
- 2008 Madrid University
- 2003 American University v Beirutu
- 2008 Členství v American Academy for Arts and Literature
- 2008 Členství v Chinese Academy for Social Sciences

### Nobelova cena
Dne 12. října 2006 mu byla jako prvnímu Turkovi udělena Nobelova cena za literaturu.
V odůvodnění udělení ceny se píše: „Při hledání melancholické duše svého rodného města objevil nové symboly civilizačních střetů a kontaktů.“

## Dílo

Knihy Orhana Pamuka v turečtině

- Knihy Orhana Pamuka v turečtiněCevdet Bey ve Oğulları (Pan Cevdet a jeho synové, 1982)
- Sessiz Ev (Tichý dům, 1983) Děj románu se odehrává v létě 1980 a zobrazuje setkání několika postav v domě na pobřeží Marmarského moře. Dům slouží jako mikrokosmos, v němž se vyjevují komplexní vztahy mezi členy rodiny a historickými událostmi. Příběh se soustředí na postavy, jako je Fatma, její vnuci a sluha Recep, a zkoumá jejich frustrace, neúspěšné touhy a nevyřešené konflikty. Román tematizuje generační konflikt, vztah Východu a Západu, a identitu postav ve světle historických změn. Struktura příběhu je vyprávěná z pohledu různých postav, které přinášejí subjektivní vnímání minulosti a současnosti. Román se zaměřuje na vztah mezi osobními problémy postav a širšími společenskými a historickými souvislostmi.
- Beyaz Kale (Bílá pevnost, 1985) Román se zaměřuje na filozofické a kulturní otázky, nikoli na historickou přesnost. Děj se odehrává během vlády osmanského sultána Mehmeda IV. a představuje vztah mezi benátským otrokem a osmanským vzdělancem, kteří spolu rozvíjejí vědecké bádání. Navzdory jejich původnímu nerovnoměrnému vztahu se postupně stávají neoddělitelnými a začínají si vyměňovat role.
- Kara Kitap (Černá kniha, 1990) Postmoderní román, který kombinuje detektivní zápletku, milostný příběh a metafikci. Hlavní postava, Galip, pátrá po své zmizelé ženě Rüye a nevlastním bratrovi Celâlovi, známém novináři. Jeho hledání ho zavádí do různých částí Istanbulu a do minulosti, kde objevuje nové významy a paralely s mystickými díly islámské literatury. Román je bohatý na intertextualitu a reflektuje syntézu východní a západní literatury. Děj se neustále rozbíhá do menších příběhů a propojuje různé vypravěče, včetně Celâlových novinových sloupků, čímž se dotýká procesu psaní a vzniku literatury.
- Yeni Hayat (Nový život, 1994) Román o mladém studentovi techniky, Osmanovi, jehož život se změní po přečtení knihy nazvané Nový život. Tato kniha, podobně jako Danteho La Vita Nuova, inspiruje Osmana k pouti Tureckem, kde pátrá po dívce Canan, která je pro něj ideálem, podobně jako Beatrice pro Danta. Osmanova cesta je nejen fyzická, ale i duchovní, směřující k hledání „nového života“. Román zobrazuje proměny Turecka mezi východními tradicemi a vlivem Západu. Kniha se neomezuje jen na příběh, ale rozvíjí postmoderní strukturu s množstvím symbolů, literárních citací a otevřených interpretací, které se opakovaně vracejí a získávají nové významy.
- Benim Adım Kırmızı (Jmenuji se Červená, 1998) Román se odehrává v Istanbulu roku 1591 a vypráví o sultánových miniaturistech, jejichž klid naruší vražda jednoho z nich. Román je detektivní i historický, zobrazuje každodenní život osmanské společnosti, střet Západu a Východu a otázky psaní. Má 20 vypravěčů, včetně lidí, neživých objektů a abstraktních postav, které přinášejí rozmanité pohledy na historii a kulturu. Kniha paroduje i spojuje „vysokou“ a „triviální“ literaturu, vytvářejíc živý, fragmentární obraz osmanské historie.
- Öteki Renkler (Jiné barvy; eseje, 1999) Kniha obsahuje výběr více než sedmdesáti esejí Orhana Pamuka, které byly napsány v letech 1986–2006. Doplňuje ji dosud nepublikovaná povídka, rozhovor z Paris Review a děkovná řeč při udělení Nobelovy ceny za literaturu. Eseje se zaměřují na témata jako Pamukova láska k Turecku, jeho vztah k literatuře, politické otázky a aktuální události. Nabízí čtenářům pohled na autorův život, jeho filozofii a psaní, a to nejen v kontextu literárního, ale i politického a osobního.
- Kar (Sníh, 2002) Děj románu sleduje básníka a exulanta Kaa, který se po smrti matky vrací do Turecka a vydává do města Kars, aby napsal reportáž o sebevraždách muslimských dívek a setkal se s láskou z mládí. Během sněhové kalamity je město odříznuto od světa a Ka je svědkem dramatických událostí, které odhalují střety islamistů, sekularistů a státní moci. Román zobrazuje Turecko v historickém i současném kontextu.
- İstanbul: Hatıralar ve Şehir (Istanbul, 2003) Kniha spojuje autorovy osobní vzpomínky na dětství a rodinu se subjektivním obrazem jeho rodného města. Pamuk reflektuje svůj ambivalentní vztah k Istanbulu, městu, které zůstává mezi západním a východním světem. Zaměřuje se také na Pamukovo dětství a vztah k otci, jehož komplexní povaha a dvojí život jsou zásadním motivem.
- Babamın Bavulu (Kufr mého otce, projev přednesený před převzetím Nobelovy ceny za literaturu, 2006)
- Masumiyet Müzesi (Muzeum nevinnosti, 2008) Román líčí příběh Kemala, mladíka z vyšší turecké společnosti, který má vše, co by si mohl přát, včetně krásné snoubenky Sibel. Jeho život se však změní, když se zamiluje do své mladé příbuzné Füsun. Po jejím odchodu se stává posedlý jejími vzpomínkami a začíná sbírat předměty, které ji připomínají. Jeho život se postupně rozpadá, přičemž trávil roky v obsedantní touze po Füsun, navštěvuje její rodinu a sbírá předměty spojené s jejími vzpomínkami.
- Kafamda Bir Tuhaflık (Cosi divného v mé hlavě, 2014) Román popisuje příběh Mevluta Karataşe, prodavače bozy, a jeho přátel, přičemž zachycuje život v Istanbulu mezi lety 1969 a 2013. Mevlut, původem z Anatolie, se stěhuje do Istanbulu za lepším životem, kde se setkává s výzvami modernity, tradice a změn, které zasahují jak jeho život, tak město samo. Istanbul prochází rychlým rozvojem, od chudinských čtvrtí po růst moderních výškových budov. Pamuk se soustředí na proměny, které Istanbul a jeho obyvatelé zažívají, od ekonomických změn po sociální a kulturní konflikty.
- Kırmızı Saçlı Kadın (Rusováska, 2016) Kniha vypráví epický příběh, který se soustředí na vztah mezi otci a syny, přičemž vychází z tradičních motivů, jako jsou přechody mezi starým a novým světem. Děj se skládá ze tří částí: první zobrazuje mladého Cema, který v osmdesátých letech pracuje s mistrem studnařem Mahmudem v městečku Öngören, kde se zamiluje do tajemné rusovlásky Gülcihan. Druhá část sleduje Cema jako dospělého podnikatele, který čelí rychlému rozvoji Istanbulu a korupci v oblasti stavebnictví. Třetí část přináší odhalení tragédie, která spojuje minulost a přítomnost.
- Balkon (fotografická publikace, 2018)
- Orange (fotografická publikace, 2020)
- Veba Geceleri (Morové noci, 2021) Příběh se odehrává na fiktivním ostrově Minger na začátku 20. století, kde vypuká morová epidemie. Guvernér a sultánská vláda epidemii popírají, což vede k chaotickému vývoji situace, kdy roste strach, dochází k politickým represím a náboženským konfliktům mezi křesťany a muslimy. V příběhu se zrcadlí střet starých osmanských tradic a moderních západních vlivů, přičemž epidemie slouží jako pozadí pro diskusi o nacionalismu, kolonialismu, revolucích a vzniku národních mýtů.

## V českém prostředí

### Překlady do češtiny
- Istanbul. Vzpomínky a město (v překladu Petra Kučery z turečtiny 2014).
  - Istanbul – Vzpomínky na město (İstanbul – Hatıralar ve Şehir, česky 2006 v překladu Kláry Kolinské (z angličtiny), ISBN 80-7341-948-3)
- Jmenuji se Červená (Benim Adım Kırmızı, česky 2007 v překladu Petra Kučery, ISBN 978-80-7203-945-6)
- Nový život (Yeni Hayat, česky 2007 v překladu Petry Prahlové, ISBN 978-80-86603-47-6)
- Sníh (Kar, česky 2009 v překladu Petra Kučery, ISBN 978-80-257-0135-5)
- Bílá pevnost (Beyaz Kale, česky 2010 v překladu Petra Kučery, ISBN 978-80-257-0276-5)
- Černá kniha  (Kara Kitap, česky 2011 v překladu Petra Kučery, ISBN 978-80-257-0488-2)
- Muzeum nevinnosti  (Masumiyet Müzesi, česky 2012 v překladu Petra Kučery)
- Tichý dům (Sessiz Ev, česky 2014 v překladu Petra Kučery)
- Jiné barvy: vybrané eseje a jedna povídka (česky v překladu Petra Kučery)
- Rusovláska (Kırmızı saçlı kadın, česky 2019 v překladu Petry Sedmíkové)
- Cosi divného v mé hlavě, aneb, Život, dobrodružství a sny prodavače bozy Mevluta Karataşe a jeho přátel jakož i obrázek života v Istanbulu mezi lety 1969 a 2012, zachycený očima řady lidí (Kafamda Bir Tuhaflık, česky 2020 v překladu Petra Kučery)
- Morové noci (Veba geceleri, česky 2025 v překladu Petra Kučery)

### Návštěvy ČR
- V roce 2013 se Orhan Pamuk zúčastnil Festivalu spisovatelů Praha.[5]
- 17. 2. 2025 proběhlo v pražském Centru současného umění DOX setkání s Orhanem Pamukem, křest českého vydání knihy Morové noci (v překladu Petra Kučery, nakladatelství Argo) a beseda s autorem při příležitosti probíhající výstavy Útěcha věcí (kurátorka Michaela Špilochová). Výstava (od 21. 11. 2024 do 19. 10. 2025) představila Pamukovo výtvarné a fotografické dílo. Jádro výstavy tvoří část exponátů Muzea nevinnosti v Istanbulu.